# USS LST-600
O USS LST-600 foi um navio de guerra norte-americano da classe LST que operou durante a Segunda Guerra Mundial.